# Wuzhu

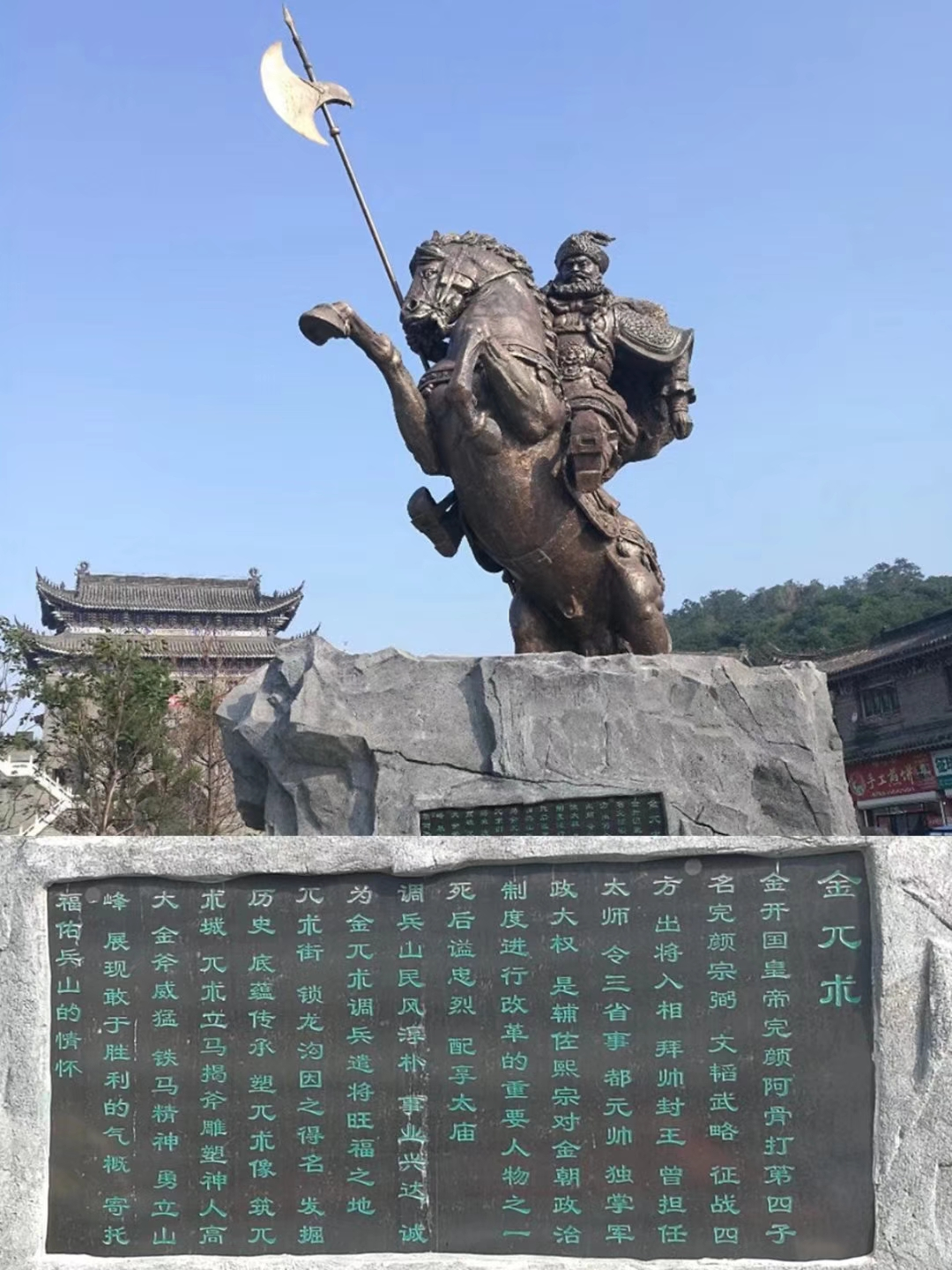
State of Jin Wuzhu

Wuzhu (?-1148), también conocido por su nombre sinicizado Wanyan Zongbi, fue un príncipe, general militar y ministro civil de la dinastía Jin de China liderada por Yurchen. Fue el cuarto hijo de Aguda (emperador Taizu de Jin), el fundador y primer emperador de la dinastía Jin.
Wuzhu comenzó su carrera en el ejército en su juventud, cuando participó en la rebelión Jurchen liderada por su padre contra la dinastía Liao liderada por Kitán. Entre finales de la década de 1120 y 1130, luchó por la dinastía Jin en las Guerras Jin-Song contra la dinastía Song del Norte y su estado sucesor, la dinastía Song del Sur. En 1137, en reconocimiento a sus contribuciones en la batalla, fue nombrado vicemariscal derecho y nombrado "Príncipe de Shen".
En la última década de su vida, fue designado para varios puestos de alto rango en la corte imperial de Jin, incluidos Canciller de Izquierda, Asistente de Palacio y Mariscal de la Capital. Murió de una enfermedad en 1148. A lo largo de su vida, había servido bajo tres emperadores Jin: el emperador Taizu (su padre), el emperador Taizong de Jin (su tío) y el emperador Xizong de Jin (su sobrino).